# Ivar de Waterford
Ivar de Waterford (irlandés: Puirt Láirgi; nórdico antiguo: Ívarr) (m. 1000) fue un caudillo hiberno-nórdico, rey vikingo de Waterford por lo menos desde 969 hasta su muerte en el año 1000. Posiblemente también gobernó sobre el reino de Dublín (r. 989 – 993), y con seguridad entre 994 – 995, cuando regresó tras la expulsión de la ciudad por Sigtrygg Silkbeard en 993.
Debido a su relación con el contemporáneo Ivar de Limerick, existe cierto desconcierto y confusión entre ambas figuras históricas. El parentesco de Ivar de Waterford es incierto, aunque Clare Downham argumenta que sus reivindicaciones hacia Dublín y los nombres de hijos y nietos sugiere que perteneció a la dinastía Uí Ímair. En 1867 James Henthorn Todd sugirió que era hijo de otro Ímar, muerto en batalla contra Ruaidrí ua Canannáin en 950, y asume que es hijo del poderoso Ragnall ua Ímair, monarca del reino de Northumbria que ocupó Waterford y asoló Munster en la segunda década del siglo X antes de ocupar Jórvik. Ivar de Waterford tuvo hijos y nietos con el nombre Ragnall. Mary Valante está de acuerdo con esta versión.

## Vida

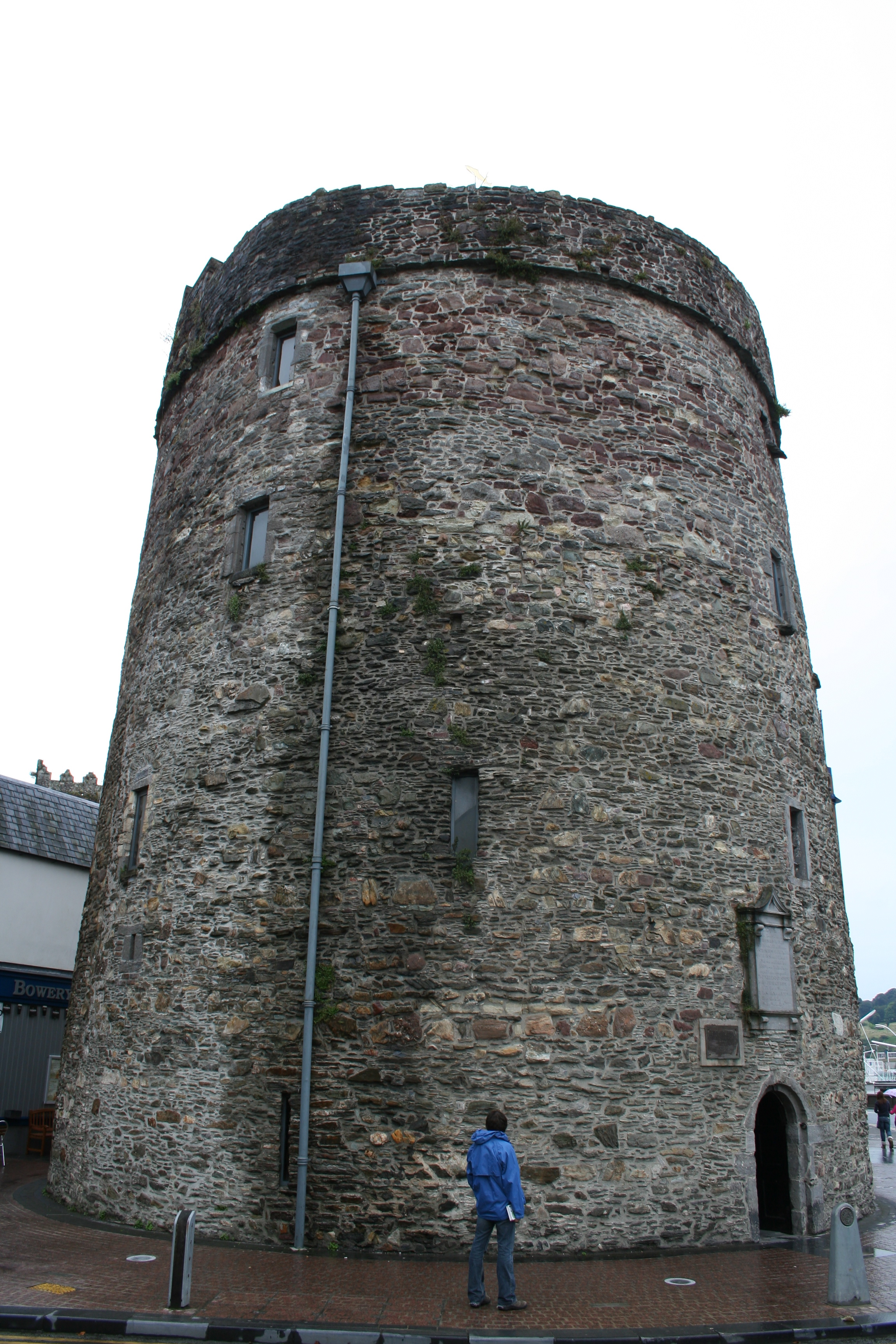
Torre de Reginald en Waterford, supuestamente construida por uno de los hijos de Ivar o sus descendientes. Parte de la construcción superior es obra de los normandos que gobernaron posteriormente.

Los anales irlandeses ofrecen una amplia información sobre la vida de Ivar, desde su primera mención en 969 aliado, entre otras partes, con Mathgamain mac Cennétig de la dinastía Dál gCais, para defender Osraige contra el ataque de Murchad mac Finn, rey de Leinster. No obstante, durante la década posterior se desconocen sus actividades en las fuentes contemporáneas, hasta la muerte de Amlaíb Cuarán, rey de Dublín en 980–1. El historiador Alex Woolf argumenta que Ivar podría haber asumido el rol de defensor y líder de la resistencia hiberno-nórdica frente a Máel Sechnaill mac Domnaill, que derrotó a Amlaíb en la batalla de Tara en 980 subyugando al reino de Dublín bajo el reinado de Glúniairn, hijo de Amlaíb. En 982 Ivar saqueó Kildare en el territorio de Máel Sechnaill. Al año siguiente une sus fuerzas con el rey de Leinster Domnall Claen en una gran batalla contra Máel Sechnaill y Glúniairn, en la cual su facción sufre una derrota y donde muchos murieron, junto a su hijo Pátraic Gilla y otros nobles relevantes. Máel Sechnaill entonces devolvió el golpe devastando Leinster. Un año más tarde en 984 Ivar aparece como presunto aliado de Brian Boru (sucesor de Mathgamain), y junto a los hermanos Maccus y Gofraid mac Arailt, se desentienden de su alianza con Leinster y acuerdan atacar ese reino y también el reino de Dublín. Según Clare Downham, "sus ejércitos unidos devastan la región pero no parece que llegaron a conquistar Dublín". también sugiere que la larga alianza de la dinastía de Ivar con los Dál gCais pudo aupar a Brian en su posterior intento de dominar Irlanda, y ofrece evidencias de una alianza similar con Osraige.
Nueve años después en 993 los Anales de Inisfallen mencionan que fue expulsado de Dublín, posiblemente tras reinar desde 989 a la muerte de Glúniairn por su hermano Sigtrygg Silkiskegg, aunque según los Anales de los cuatro maestros fue posible "por la intercesión de los santos". Uno o dos años más tarde en 994 o 995 se cita a Ivar como autor de la expulsión Sigtrygg de su reinado. pero su poder fue breve ya que Sigtrygg regresó y le forzó a abandonar el trono en 995. Sin embargo, los Anales de Clonmacnoise informan de una serie de acontecimientos que difieren afirmando que "Hymer reinó en Dublín después de Awley. Randolphe [hijo de Ivar] fue asesinado por los hombres de Leinster, Hymer escapó y Gittrick gobernó Dublín en su lugar." A resaltar que los anales ignoran el reinado de Glúniairn y a Ivar no se le menciona en ninguna otra fuente por lo que la cita puede ser una confusión.
La última actividad de Ivar fue una incursión en los territorios de la dinástía Uí Cheinnselaig en Leinster (998), donde su ejército perdió algunos hombres y gran parte de su caballería. Los anales reportan su muerte dos años más tarde, pero no mencionan la causa.
Según Geoffrey Keating en su Historia de Irlanda (c. 1634), basándose en anales y otras fuentes, Ivar en algún momento unió sus fuerzas con Domnall mac Fáelain, rey de Déisi Muman, para invadir la provincia de Munster, saqueando la mayor parte del territorio antes de ser derrotado por Brian Boru, quien quemó Waterford como represalia. No existe mención de una alianza previa o posterior entre Ivar y Dál Cais.
Alex Woolf, sugiere que también pudo estar implicado en actividades fuera de Irlanda, al suroeste de Inglaterra según se reporta en la crónica anglosajona. Dichas entradas no mencionan a un líder en particular pero Ivar fue el más activo caudillo hiberno-nórdico del momento.

## Herencia
Muy probablemente, Ivar era uno de los nietos de Ragnall ua Ímair. Los nombres de sus esposas no se conocen pero una de ellas fue hija de Donnubán mac Cathail, rey de Uí Fidgenti, probablemente hija o nieta de Ivar de Limerick. Otra esposa pudo ser hija del rey de Osraige, posiblemente Gilla Pátraic mac Donnchada.
Sus descendientes fueron:
- Gilla Pátraic (m. 983) – su nombre se asocia con la dinastía de Osraige y una identidad cristiana
- Ragnall mac Ímair (m. 995).[36]

Hijo: ? mac Ragnaill (m. 1015).
- Donndubán (m. 996)
- Radnall mac Ímair, rey de Waterford (m. 1018) – sucesor de Ivar.[36]

Hijo: Ragnall mac Radnaill, rey de Waterford (m. 1031).
- Sihtric mac Ímair, rey de Waterford (m. 1022).[37]

Hijo: Amlaíb mac Sitriuc (m. 1034). Algunos historiadores lo identifican con Olaf Sigtryggsson, rey de Mann.